# Dipteryx oleifera
Dipteryx oleifera är en ärtväxtart som beskrevs av George Bentham. Dipteryx oleifera ingår i släktet Dipteryx och familjen ärtväxter. Inga underarter finns listade i Catalogue of Life.